# Thechambu
Thechambu – gaun wikas samiti we wschodniej części Nepalu w strefie Meći w dystrykcie Taplejung. Według nepalskiego spisu powszechnego z 2001 roku liczył on 698 gospodarstw domowych i 3772 mieszkańców (1976 kobiet i 1796 mężczyzn).